# Târgul de Carte Gaudeamus
Târgul Internațional Gaudeamus este în prezent cel mai important eveniment de tip expozițional din România, dedicat cărții și educației (din anul 2001 figurează în calendarul târgurilor de carte realizat la Frankfurt). 
Conform aprecierilor profesioniștilor domeniului și ale jurnaliștilor, Târgul Gaudeamus poate fi cotat drept unul dintre primele 5 evenimente de acest gen din Europa, din punctul de vedere al anvergurii și al valorii pieței astfel create. Târgul Gaudeamus – Carte școlară oferă un cadru adecvat pentru analiza, selecția și achiziționarea materialelor educaționale necesare în noul an școlar. Caravana Gaudeamus cuprinde: Gaudeamus Craiova, Gaudeamus Cluj-Napoca, Gaudeamus Sibiu, Gaudeamus Timișoara și Gaudeamus Mamaia.
Târgul Gaudeamus este cel mai important eveniment de acest gen din România, numărul expozanților la ultima ediție ajungând a 450, iar cel al vizitatorilor situându-se aproape de 100.000 de persoane, într-un spațiu expozițional de 10.000 m².
Radio România se implică activ și direct în susținerea pieței românești de carte, lansând un concept original - «manifestarea formativă de piață». 

## Istoric
Prima ediție a târgului are loc în 1994, fiind realizat de Radio România în colaborare cu Editura All și cu Euromedia. 
In anul 1997, în cadrul târgului, se inaugurează trofeele Gaudeamus pentru presă și pentru expozanți, în funcție de voturile publicului.
In anul 1998, datorită numărului de vizitatori în continuă creștere (de la 11.000 la prima ediție la 25.000 – ediția precendentă) și a creșterii numărului de participanți (de la 70 în 1994 la 104 în 1997), târgul se mută din clădirea radiodifuziunii în complexul expozițional Romexpo.

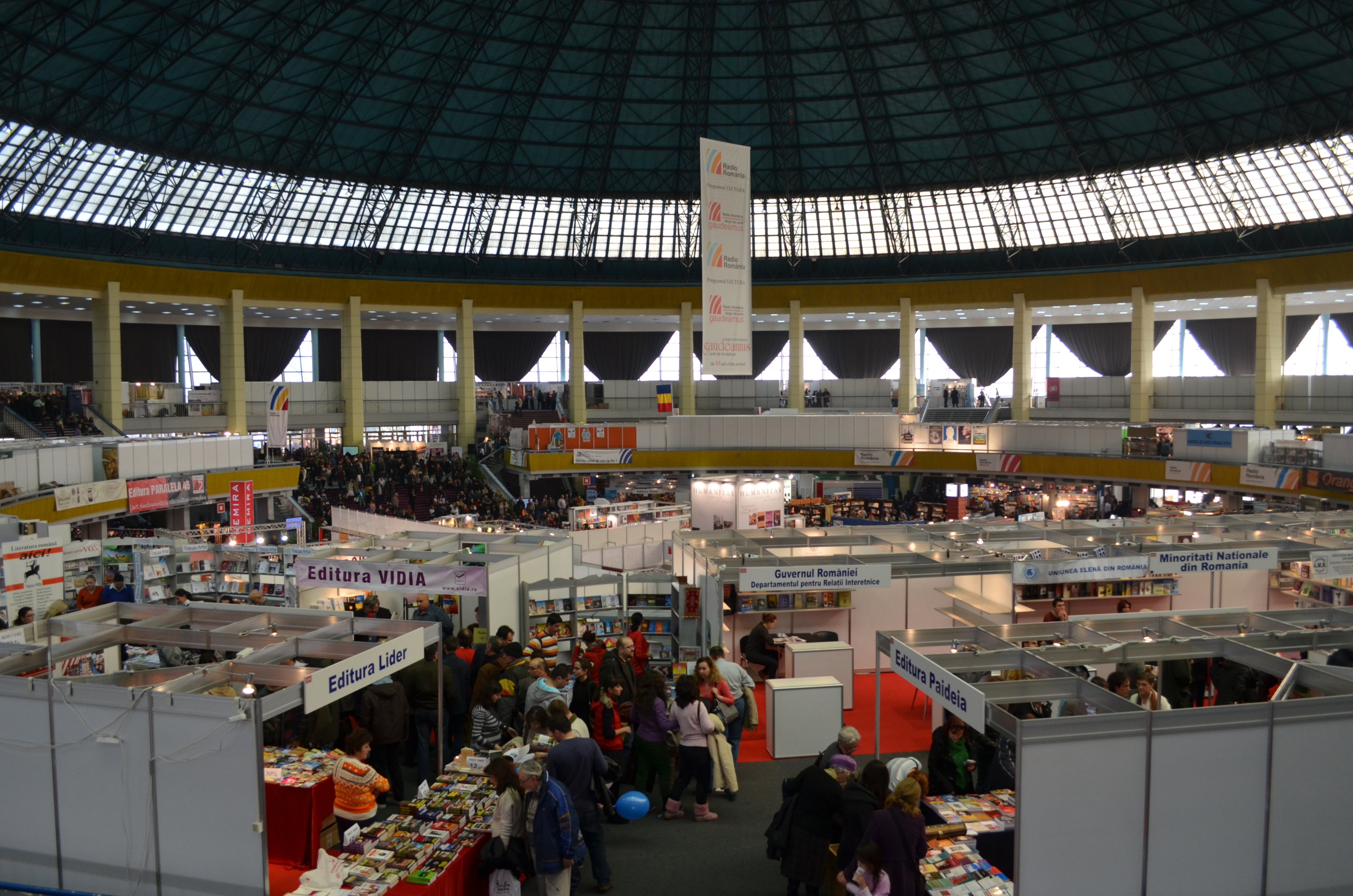
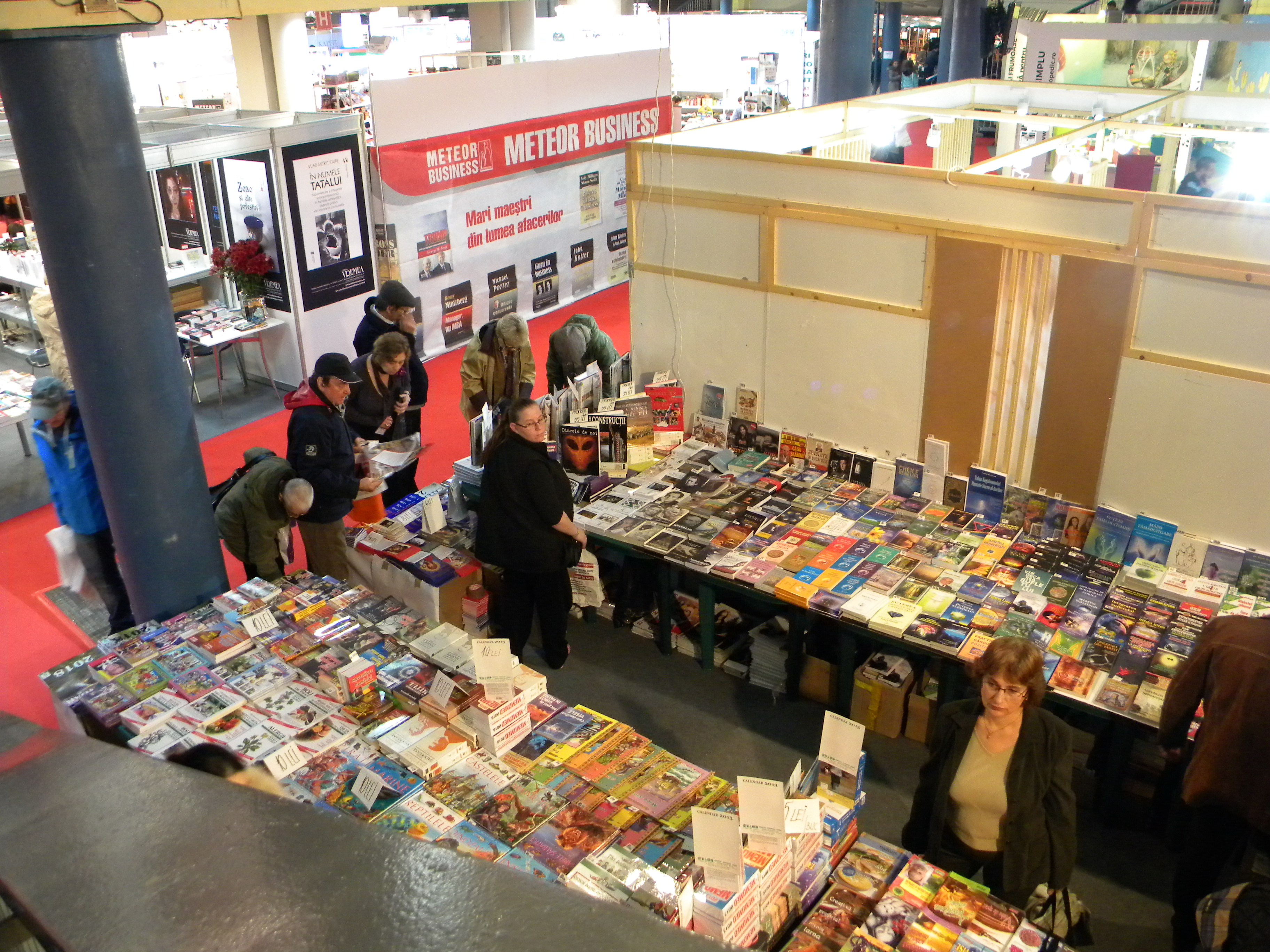
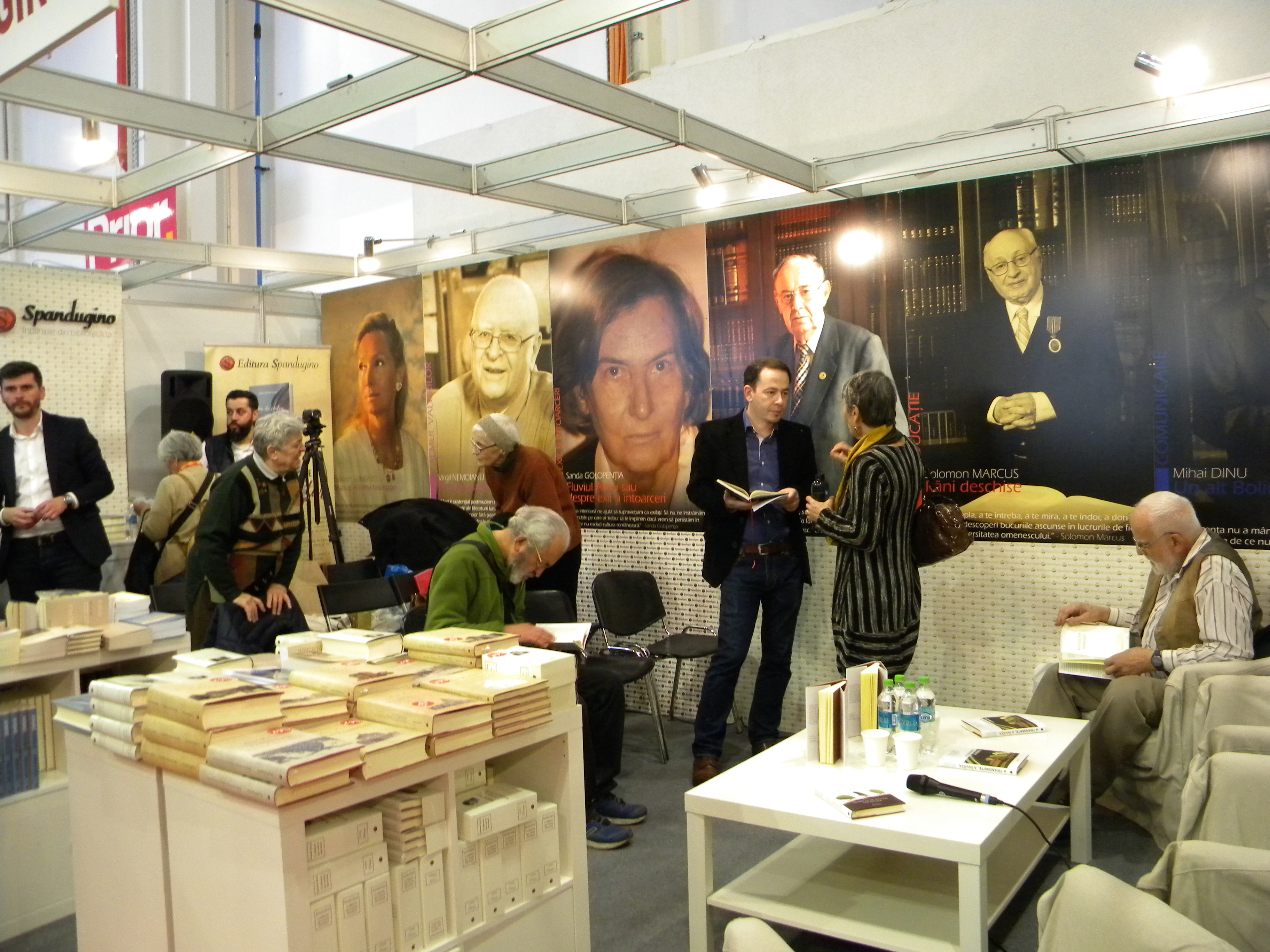
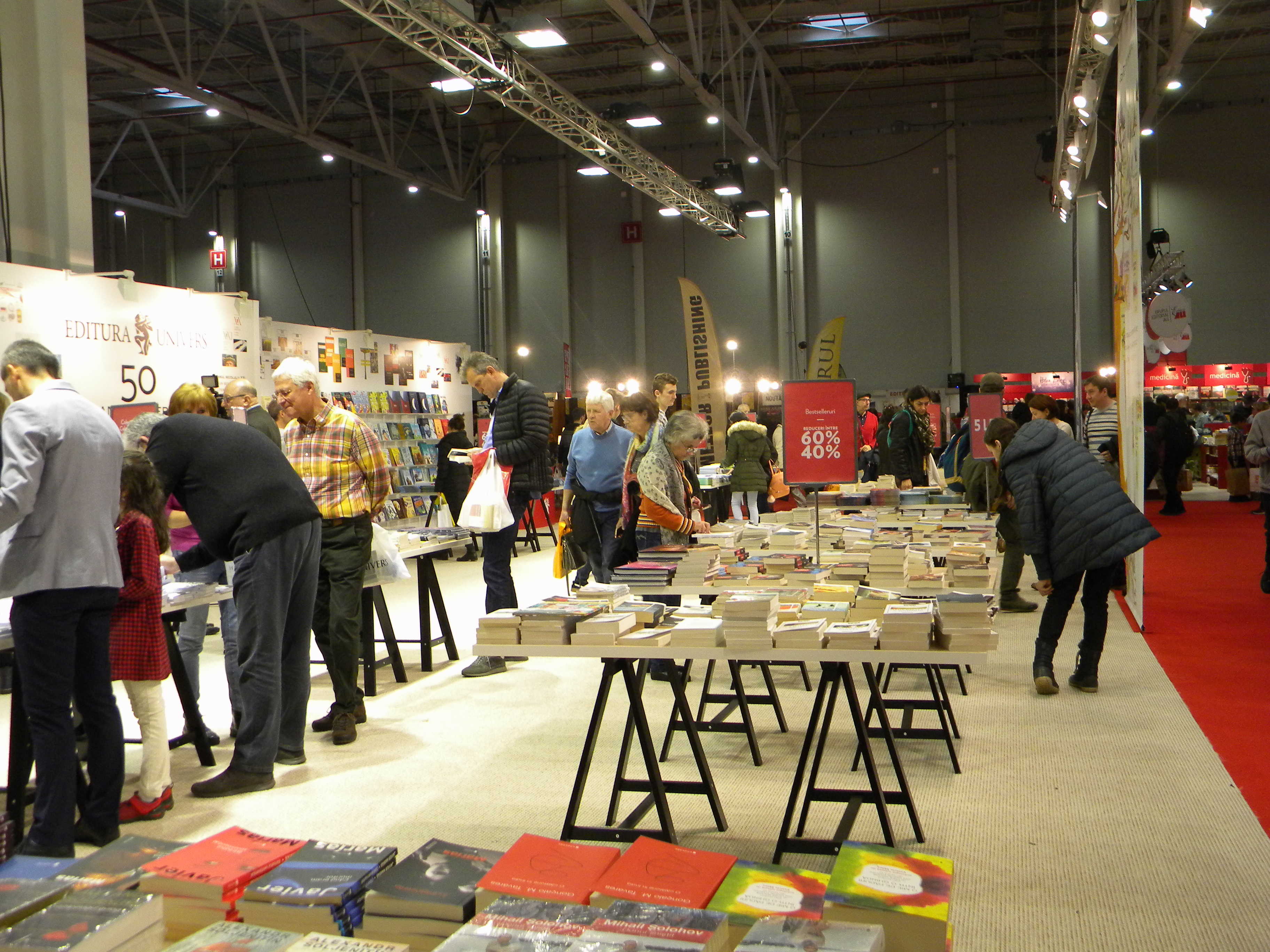